# Kočani
Kočani (in macedone Кочани?) è una città a 120 chilometri (75 miglia) da Skopje, situata nella parte orientale della Macedonia del Nord, con una popolazione di 28 330. La città è la sede del comune urbano di Kočani.

## Geografia e popolazione
La città si trova a nord della valle Kočani, lungo le rive del fiume, dove si entra nella valle. A nord della città si trova la montagna Osogovo (2252 m / 7388 m) e 8 km (5,0 km) di distanza a sud la valle è chiusa dalla montagna Plačkovica (1754 m / 5755 m). La città è di 350 – 450 m (1,150-1,375 ft) sul livello del mare.
Kočani si estende su una superficie di 18,6 chilometri quadrati (7,2 ab.) e ha una popolazione di 28 330 abitanti che ne fa il terzo centro regionale, nella parte orientale del paese:
Dal punto di vista etnico gli abitanti sono così suddivisi: 
- Macedoni = 36,472

## Società

### Religione
- Ortodossi: 96%
- Musulmani: 3%
- Cattolica: 0.3%
- Altri: 0,7%

## Clima
Il clima è temperato-continentale, influenzato dal clima mediterraneo lungo il fiume Bregalnica. La temperatura media è di 12,9 °C, con 538 millimetri pioggia.

## Geografia fisica

### Territorio
Il comune confina a nord con Kriva Palanka, ad ovest con Kratovo e Probištip, a est con Makedonska Kamenica e Vinica e a sud con Češinovo-Obleševo e Zrnovci.
La divisione territoriale del 2003 assegnò al Kočani il territorio del comune rurale di Orizari.

### Località
Il comune è formato dall'insieme delle seguenti località:
- Bezikovo
- Beli
- Vraninci
- Gorni Podlog
- Gorno Gradče
- Glavovica
- Grdovci
- Dolni Podlog
- Dolno Gradče
- Jastrebnik
- Kostin Dol
- Leški
- Mojanci Selo
- Nebojanci
- Nivičani
- Novo Selo
- Orizari
- Pantelej
- Pašaďikovo
- Polaki
- Preseka
- Pribačevo
- Pripor
- Rajčani
- Rečani
- Trkanje
- Crvena Niva
- Kočani

## Amministrazione

### Gemellaggi
- Kazanlak
- Szigetszentmiklós
- Yenifoca
- Križevci
- Novi Kneževac
- Pereyaslav-Khmelnytskyy